# 法國駐韓國大使館
法國駐韓大使館（法語：Ambassade de France en Corée du Sud）是法國駐在大韓民國的外交代表機構，位於首爾西大門區。現任大使是[菲利普勒福特]，2019年9月1日就任。法國最早於1886年6月4日跟當時的朝鮮王國建立外交關係，簽訂了修好通商條約，法國獲得在朝鮮自由傳教的權利。1949年2月19日法國正式承認大韓民國，是第四個承認韓國的國家。同年4月在漢城（今首爾）設立公使館，1958年10月升級為大使館。